# Ga sân vận động Bucheon
Ga sân vận động Bucheon (Tiếng Hàn: 부천종합운동장역, Hanja: 富川綜合運動場驛) là ga tàu điện ngầm trung chuyển trên Tàu điện ngầm Seoul tuyến 7 và Tuyến Seohae của Tàu điện ngầm vùng thủ đô Seoul ở Chunui-dong, Wonmi-gu, Bucheon-si, Gyeonggi-do. Gần đó là Khu liên hợp Thể thao Bucheon.

## Lịch sử
- 27 tháng 10 năm 2012: Bắt đầu hoạt động với việc khai trương phần mở rộng của Tàu điện ngầm Seoul tuyến 7 giữa Onsu và Văn phòng Bupyeong-gu
- 22 tháng 12 năm 2015: Khởi công xây dựng Tuyến Seohae[1]
- 1 tháng 1 năm 2022: Chuyển giao quyền điều hành cho Tổng công ty Vận tải Incheon
- 1 tháng 7 năm 2023: Trở thành ga trung chuyển với việc khai trương đoạn Sosa ~ Wonjong của Tuyến Seohae.

## Bố trí ga

### Tuyến số 7 (B2F)
| Kkachiul ↑ |
| S/B N/B \| |
| ↓ Chunui   |

| Hướng Bắc | ● Tuyến 7 | ← Hướng đi Onsu · Daerim · Văn phòng Gangnam-gu · Jangam  |
| Hướng Nam | ● Tuyến 7 | → Hướng đi Sang-dong · Văn phòng Bupyeong-gu · Seongnam → |

### Tuyến Seohae (B5F)
| ↑ Wonjong |
| \| S/B    |
| Sosa ↓    |

| Hướng Bắc | ● Tuyến Seohae | ← Hướng đi Wonjong · Sân bay Quốc tế Gimpo · Daegok · Ilsan |
| Hướng Nam | ● Tuyến Seohae | → Hướng đi Sosa · Sincheon · Choji · Wonsi →                |

## Xung quanh nhà ga
| Lối ra \| 나가는 곳 \| Exit \| 出口 | Lối ra \| 나가는 곳 \| Exit \| 出口 |
| ----------------------------------- | --- |
| 1                                   | Hướng tới Ga Kkachiul Hướng đi Sân vận động phụ trợ Khu liên hợp Thể thao Bucheon Hướng tới Trường Bucheon Sangnok                                                                                            |
| 2                                   | Khu liên hợp thể thao Bucheon Tổng công ty đô thị Bucheon Bảo tàng Cung Bucheon Đến thư viện Wonmi thành phố Bucheon Phòng đăng ký xe thành phố Bucheon                                                       |
| 3                                   | Khu liên hợp thể thao Bãi đỗ xe công cộng Sân tennis khu liên hợp thể thao Trường tiểu học Buil Trường trung học cơ sở Wonmi Đại học Công giáo Bệnh viện St. Mary Bucheon Trung tâm phúc lợi cộng đồng Chunui |
| 4                                   | Ngã tư Dangnae Công viên Dodang Hướng đi ga Chunui Sở Phát triển nguồn nhân lực Hàn Quốc, Chi nhánh phía Tây tỉnh Kyunggi                                                                                     |
| 5                                   | Công viên nông nghiệp Yeowol Hướng đi Trung tâm Phúc lợi Hành chính Seonggok-dong Hướng đi đồn cảnh sát Bucheon Ojeong Hướng đi Bảo tàng Gốm sứ Bucheon                                                       |
| 6                                   | Bảo tàng thành phố Bucheon Công viên trẻ em Jeommal |

## Hình ảnh

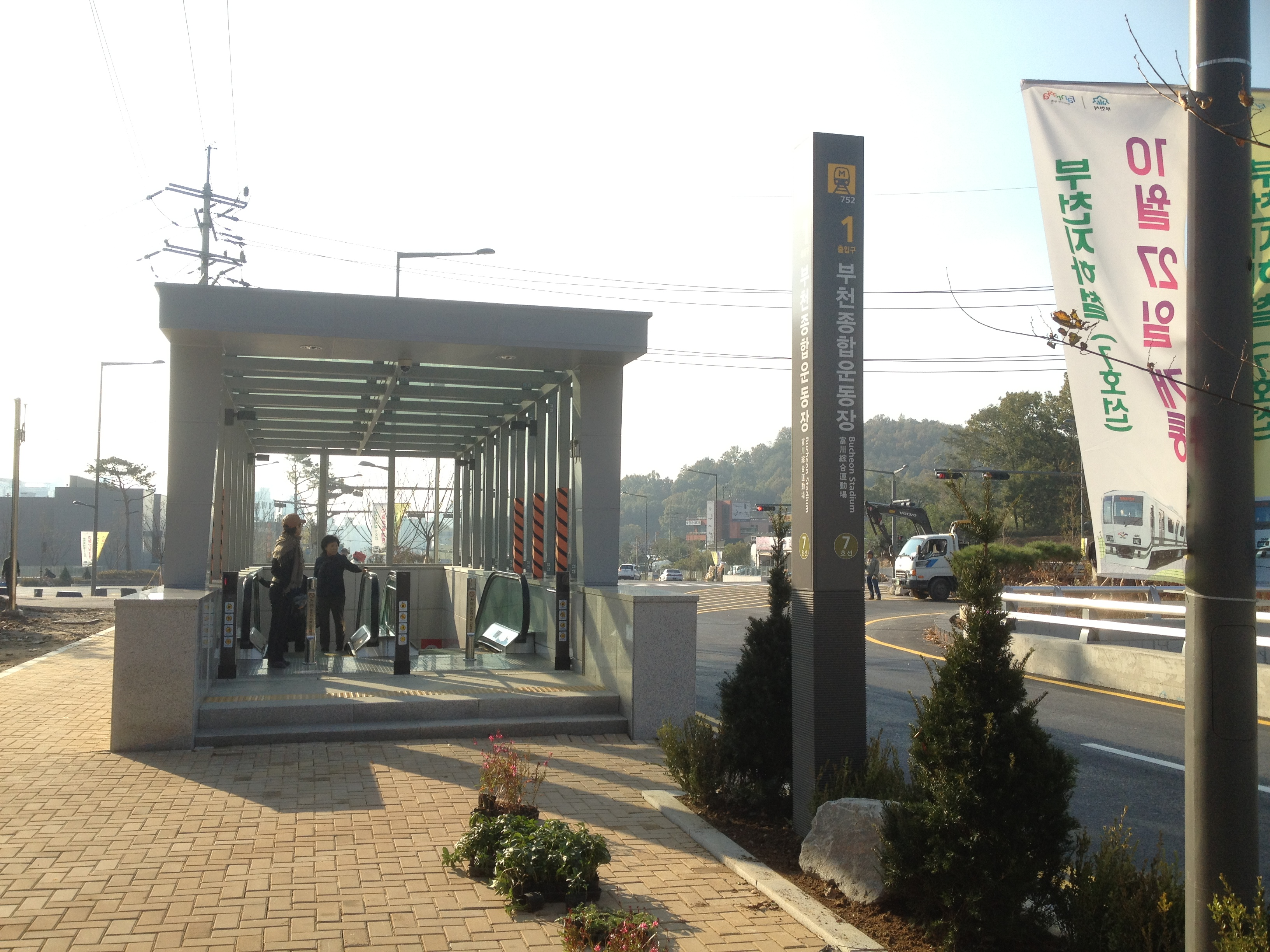
Lối ra số 1
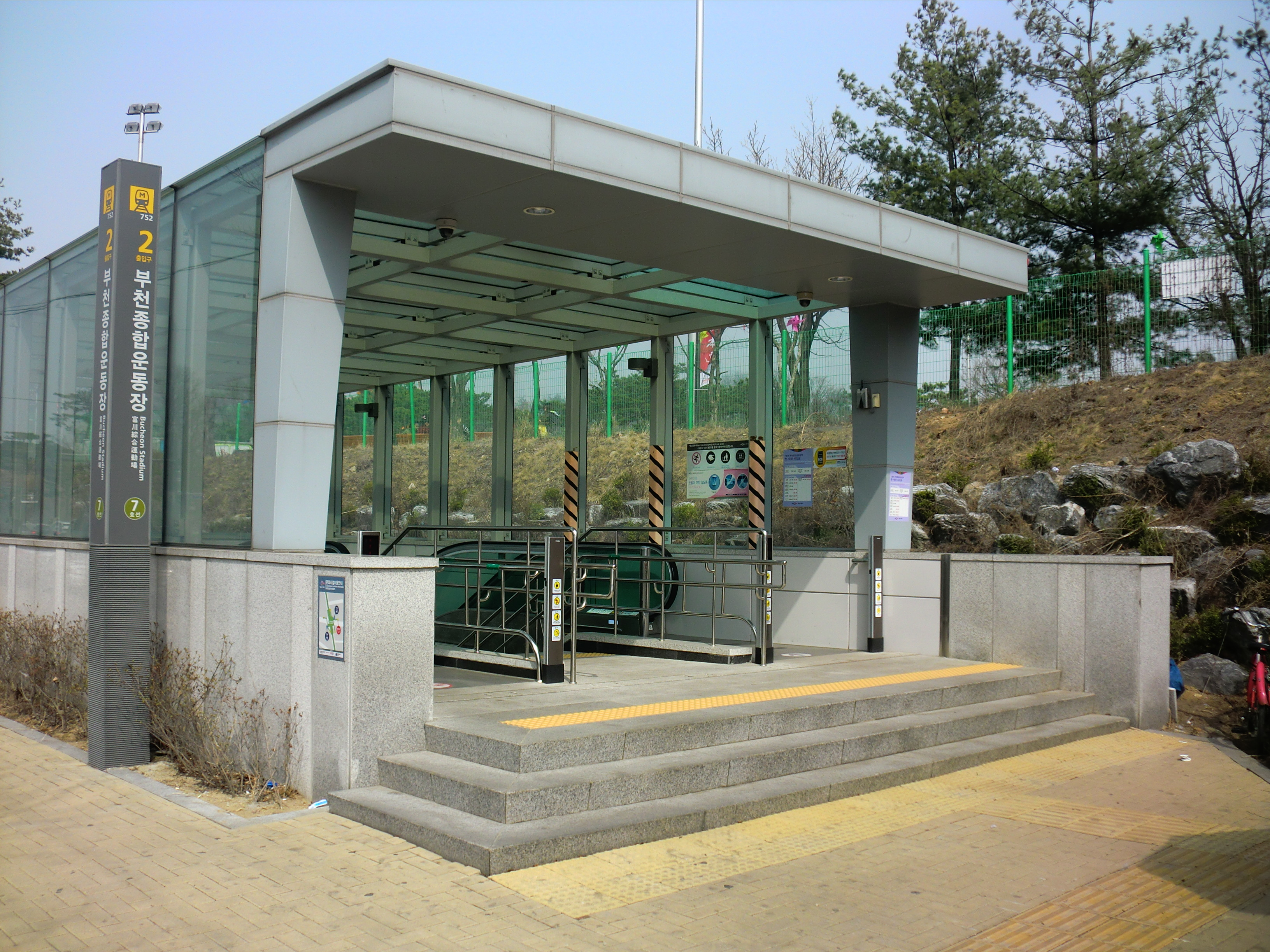
Lối ra số 2
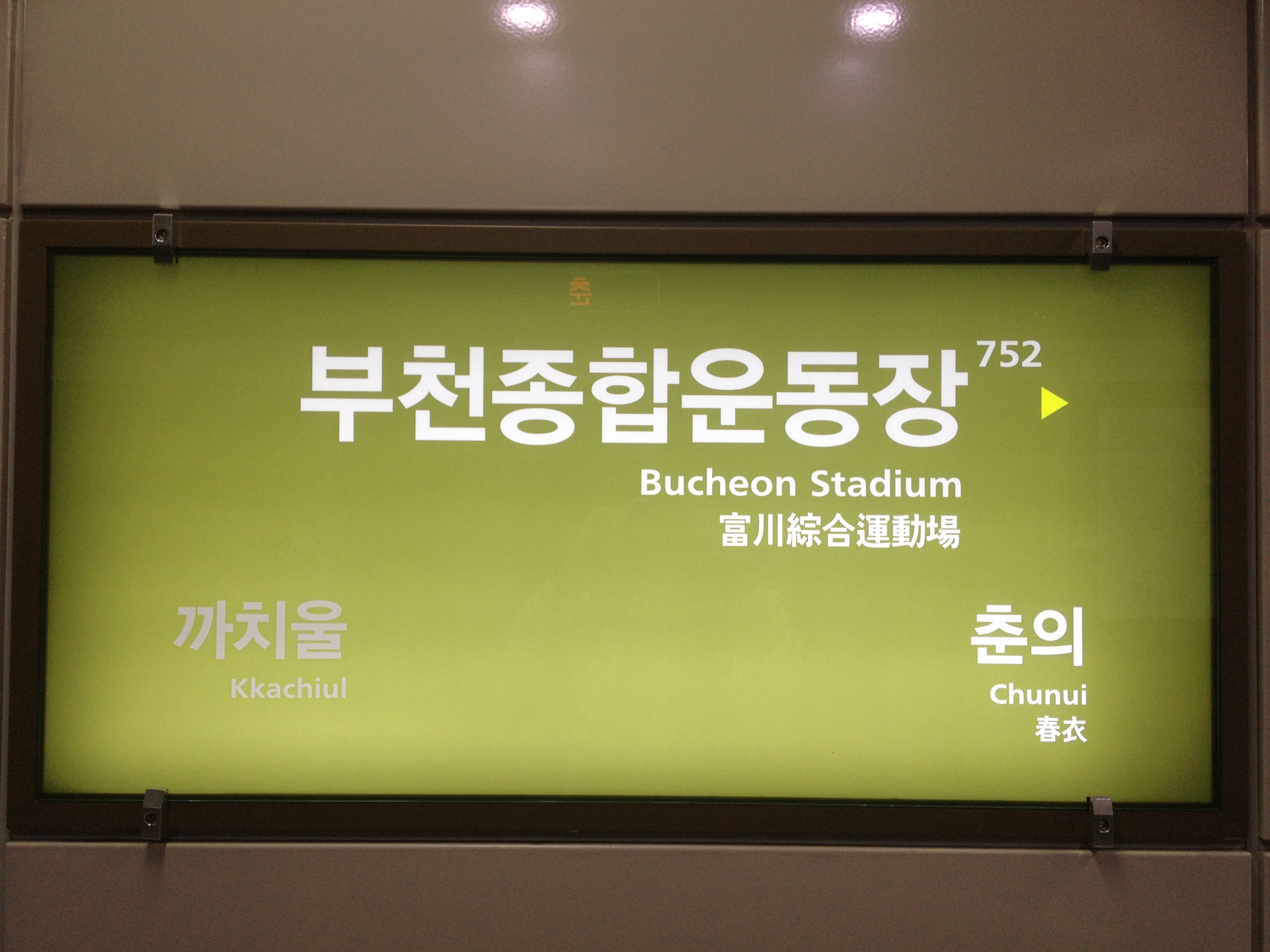
Bảng tên ga
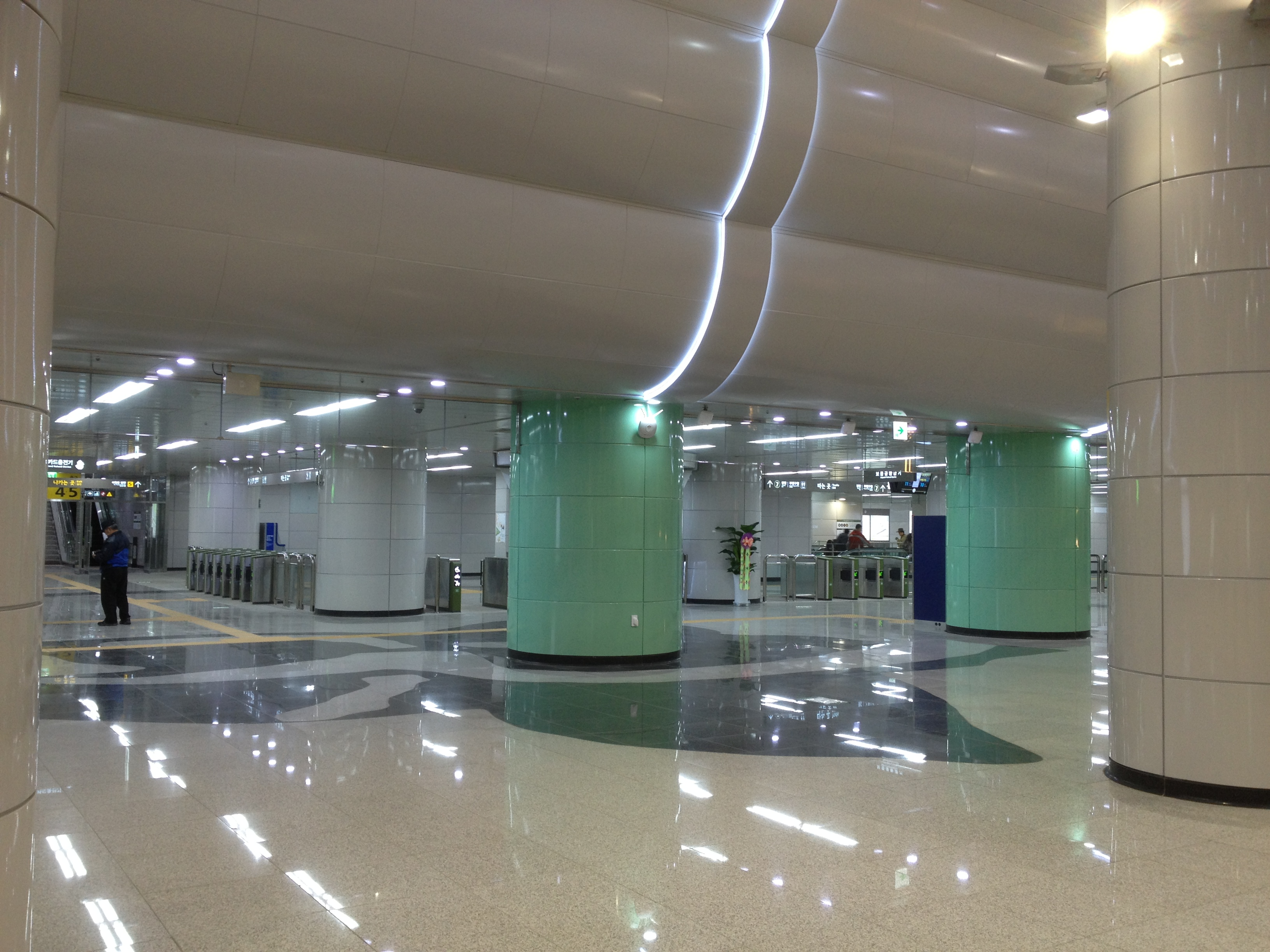
Ga sân vận động Bucheon 4
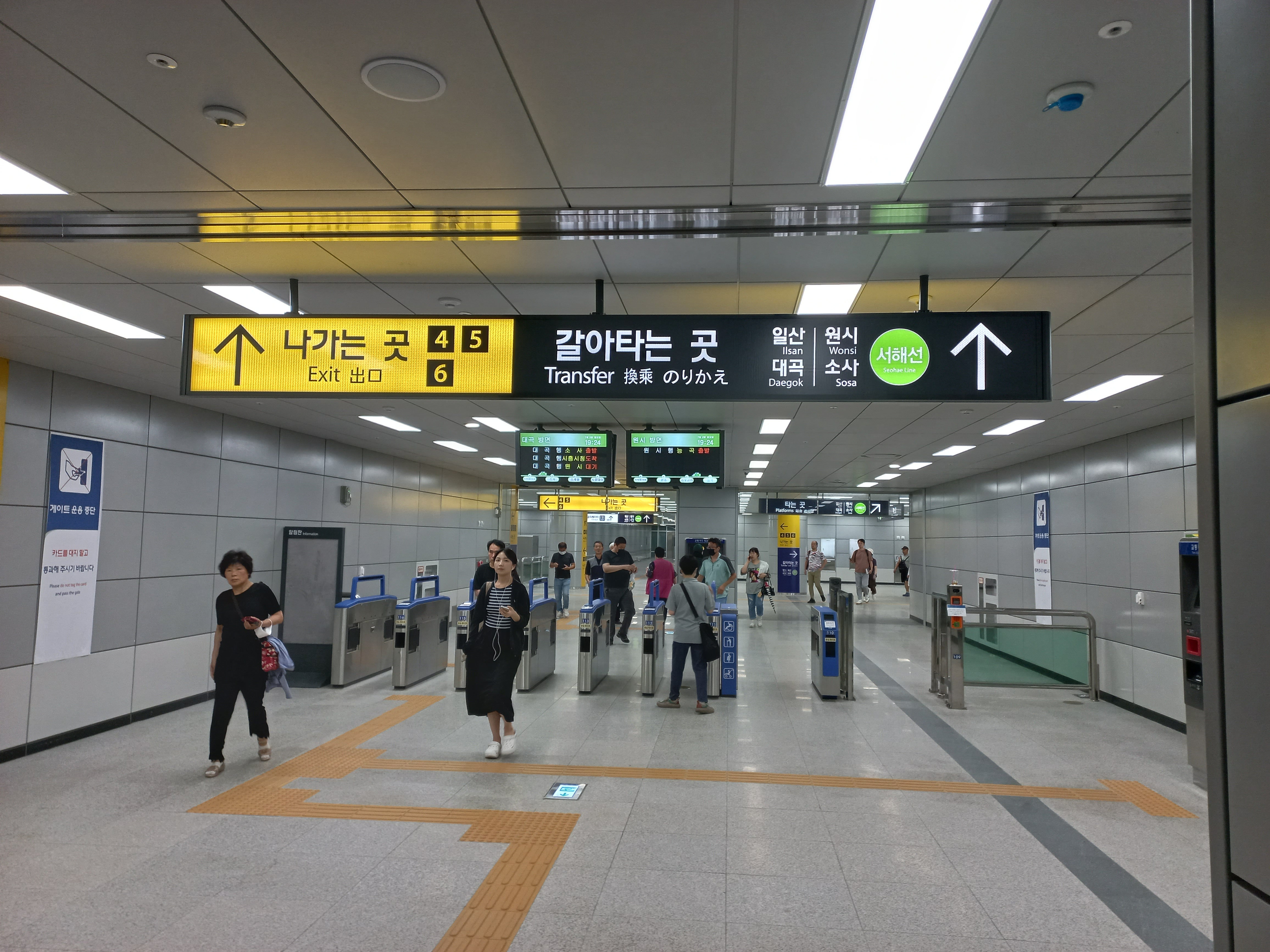
Lối chuyển tuyến (29 tháng 6 năm 2023)
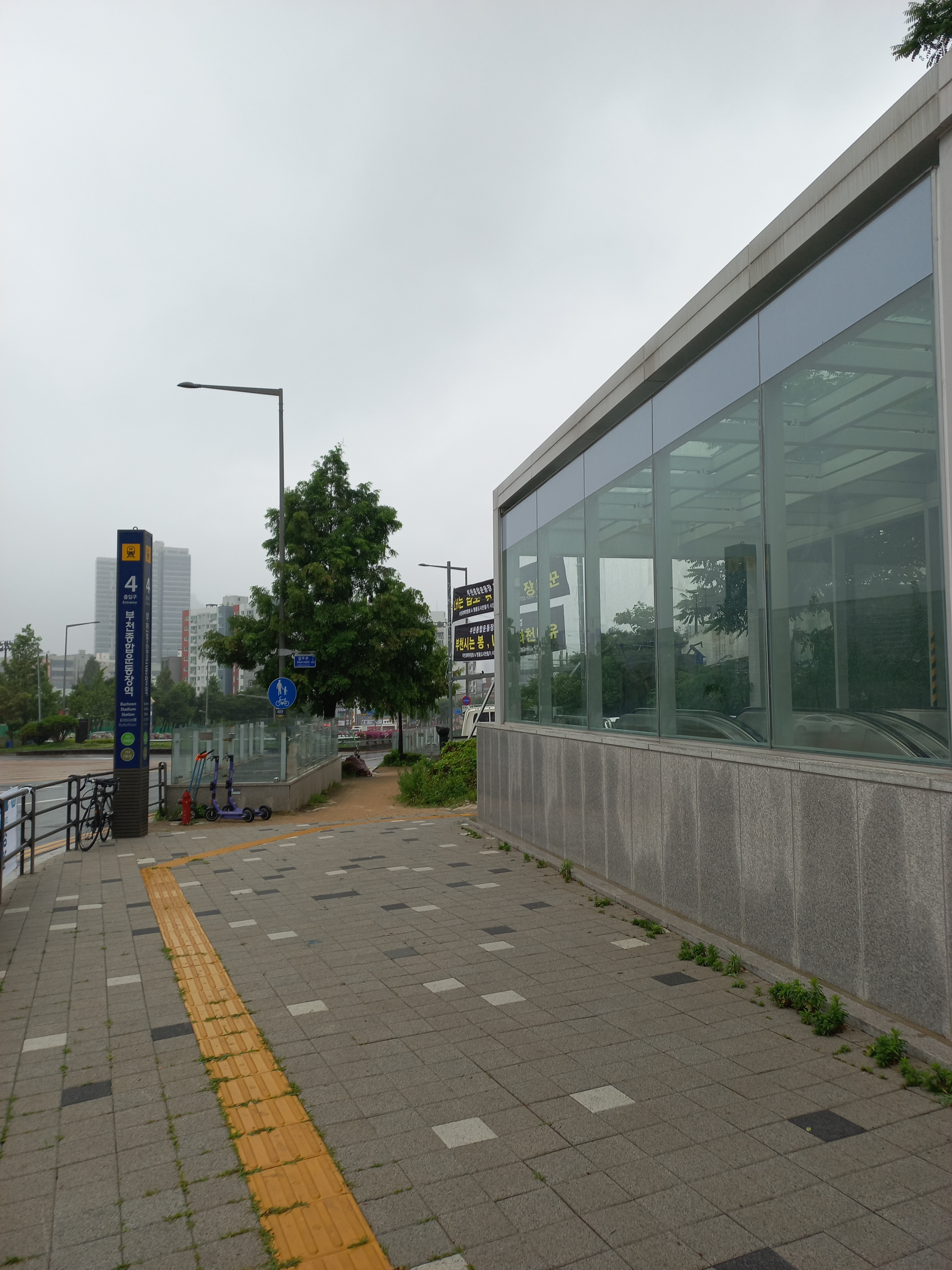
Lối ra số 4
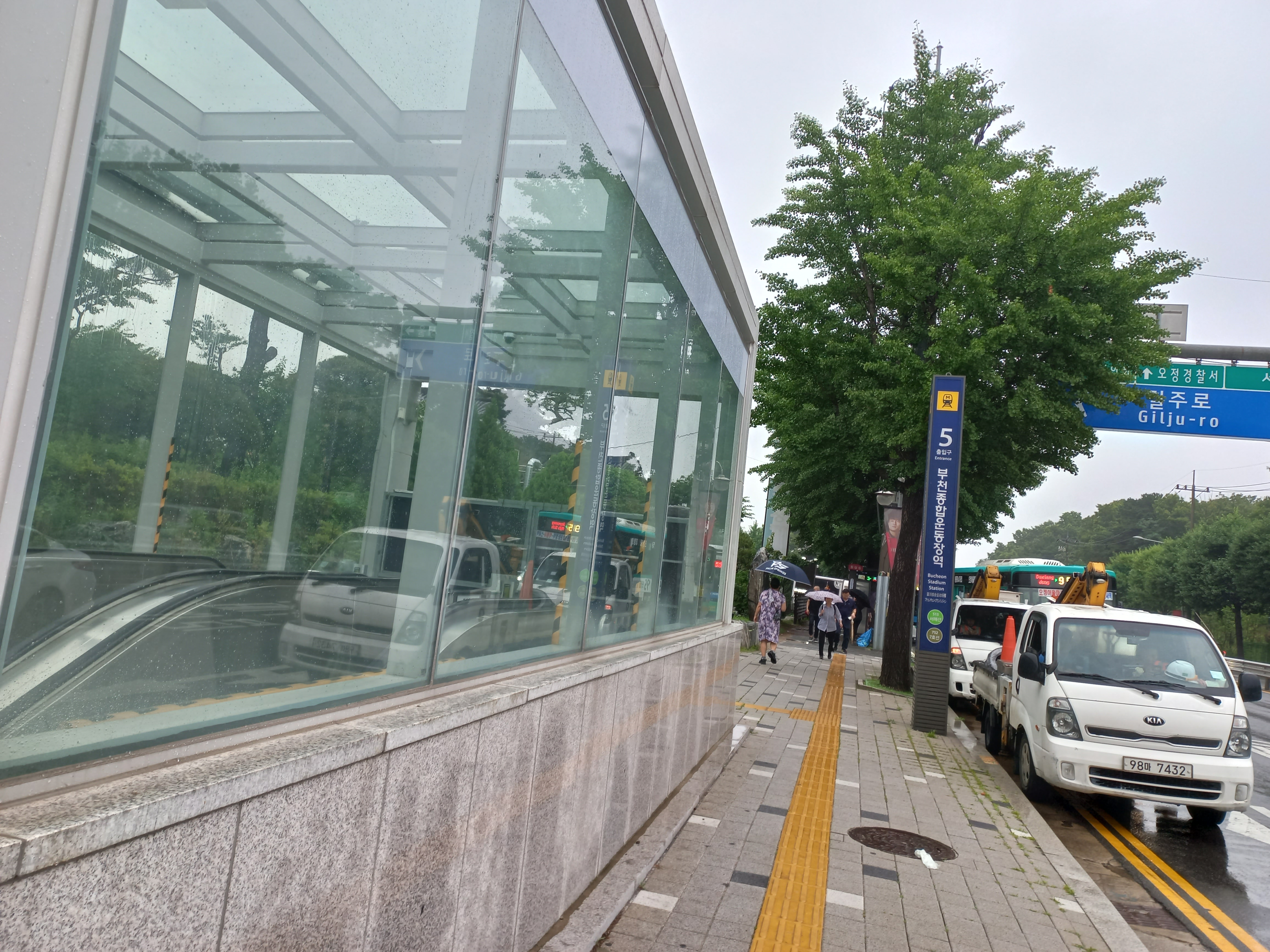
Lối ra số 5

## Thma khảo
1. ↑  대곡~소사 복선전철 마침내 첫 삽, 2020년 개통 국민일보 2015년 12월 22일